# Alberta
Alberta este una din provinciile Canadei, având o suprafață de 661.190 km² și o populație totală de 3.236.906 de locuitori (2005). Capitala este orașul Edmonton, care este simultan și capitala provincială cea mai nordică din Canada. Cel mai mare oraș este Calgary, important centru economic, se află în sudul provinciei. Geografic, provincia se întinde între Munții Stâncoși, aflați în vest, la preria canadiană din est, respectiv a zonei subarctice a taigalei din nord. Alberta, din punct de vedere politico-administrativ, se învecinează cu: Columbia Britanică, la apus, Saskatchewan, la răsărit, statul american Montana, la miazăzi, și Teritoriile de Nord-vest, la miazănoapte.  
Edmonton e furnizorul principal și nodul comercial al țițeiului brut canadian ce provine de la nisipurile bituminoase „Athabasca” și al altor resurse industriale nordice.  
Aici e o gamă bogată și variată de fosile de dinozauri.  

## Istorie
Teritoriile care fac parte din provincia Alberta au fost locuite din cele mai îndepărtate timpuri. Cu 10.000 de ani în urmă, stăpânii acestor ținuturi erau amerindienii. Până la sfârșitul secolului al XIX-lea, provincia nu a fost practic administrată în nici un fel. Regiunea îi atrăgea mai ales pe vânătorii de bizoni și pe negustorii care, în schimbul blănurilor, îi plăteau pe amerindieni nu cu bani, ci cu whisky.
Teritoriul acestei provincii a fost reorganizat și a aderat la Confederația canadiană la 1 septembrie 1905 d.C. 

## Geografie și economie
Parcurile naționale „Banff” și „Jasper”" din Munții Stâncoși sunt considerate unele dintre cele mai spectaculoase rezervații naturale din America de Nord. În aceasta zonă Munții Stâncoși ating peste 3000 m înălțime. Spre est de munți, dealurile piedmontului adăpostesc o faună diversă (căprioare, cerbi, elani, urs negru și grizzly, lupi, coioți, puma), precum și ferme pentru cresterea vitelor. În continuare spre est, preria cu clima uscată temperat continentală excesivă este cultivată cu cereale, rapiță - canola și fân pentru industria de creștere a bovinelor. Nordul Albertei este acoperit de păduri boreale de conifere. Întreg peisajul Albertei este punctat de sonde de petrol și gaze naturale. Pe lângă resursele tradiționale de petrol si gaze, în nordul provinciei, în apropierea orașului Fort McMurray, au început să fie exploatate imensele rezerve de nisipuri petrolifere. Rezervele de petrol aflate în aceste zăcăminte sunt comparabile cu cele ale Arabiei Saudite. Calgary, centrul industriei petroliere, este de asemenea orașul cu al doilea număr de sedii de companii în Canada, dupa Toronto. Astăzi, orașul este un important centru în transporturi și distribuție de mărfuri, precum și în industria de înaltă tehnologie. Alberta este locul cu cea mai mare creștere economică anuală din America de Nord (4%), precum și locul cu cea mai educată forță de muncă din Canada.

## Demografie
Populația este un amestec de neamuri din toate colțurile lumii, majoritatea albertanilor fiind imigranți la prima, a doua sau a treia generație. De la anglo-saxonii din Europa de Vest, la ucraineni și alte neamuri est-europene până la chinezi și alte populații sud-est asiatice (indieni, sudanezi, arabi), toți trăiesc în înțelegere și respect reciproc. Indienii nativi, în general, trăiesc în rezervații, în condiții inferioare restului populației, fiind subventionați de guvern. În Alberta trăiește o minoritate semnificativă de români. În localitatea Boian din Alberta se află Biserica „Sfânta Maria”, a doua biserică ortodoxă română din America de Nord ca vechime, care a fost desemnată oficial ca monument istoric al provinciei Alberta. Un grup de români au venit cu peste 100 de ani în urmă (1898) din Boianul bucovinean și au întemeiat Boianul albertan. Biserica "Sf. Maria" a fost construită între anii 1902 și 1903 și a fost sfințită în 1905.
Recensământul federal canadian din 2016 a stabilit că în provincie trăiau 4.067.175 de cetățeni, din care:
- de ordin lingvistic: 74,71% vorbeau englezește, ca limbă maternă (2.972.670 locuitori), și 1,77% franțuzește (70.440 locuitori). Dar, 91,86% din cetățenii Albertei știau numai englezește, pentru uz public, 0,1% franțuzește și 6,57% (10.005 locuitori) ambele limbi. 
- ca limbi amerindiene: 0,43% (17.125 locuitori) vorbeau Cree, 0,09% (3.385) Blackfoot, 0,04% (1.570) Dene și 0,02% (630) Ojibway.
- de ordin etnic: 70% (2.786.340 locuitori) s-au declarat europeni, 3,5% (815.890) amerindieni (precolumbieni) și 2,9% (114.370) metiși. 
În anul 2013 au fost, de ordin religios: 2.152.200 (60,3%) de creștini, din care 24,3% catolici și 1,4% ortodocși. Apoi, 113.445 (3,2%) de alberteni erau musulmani, 15.100 (0,4%) practicau culte șamanice nord-americane și 1.126.130 (23,62%) se declarau atei. 